# Norman Burtenshaw
Norman Burtenshaw (Great Yarmouth, 1926. február 9. – Saxmundham, 2023. június 16.) angol nemzetközi labdarúgó-játékvezető. Teljes neve Norman Charles H. Burtenshaw. Polgári foglalkozása újságárús.

## Pályafutása

### Nemzeti játékvezetés
A játékvezetői vizsgát 1962-ben tette le. Pályafutása során hazája legfelső szintű labdarúgó-bajnokságának játékvezetője lett. Az aktív nemzeti játékvezetéstől 1973-ban vonult vissza.
Nemzeti kupamérkőzések
Az Angol Labdarúgó-szövetség (FA) Játékvezető Bizottsága (JB) szakmai felkészültségfét elismerve kettő alkalommal bízta meg a nemzeti labdarúgó-versenykiírásban szereplő kupák döntőjének vezetésével. Vezetett Kupa-döntők száma: 2.
FA Kupa
| Időpont        | Helyszín                | Mérkőzés típusa | Mérkőzés          | Eredmény | Nézők száma |
| -------------- | ----------------------- | --------------- | ----------------- | -------- | ----------- |
| 1971. május 8. | Wembley Stadion, London | döntő           | Arsenal–Liverpool | 2 : 1    | 100 000     |

Ligakupa
| Időpont          | Helyszín                | Mérkőzés típusa | Mérkőzés           | Eredmény | Nézők száma |
| ---------------- | ----------------------- | --------------- | ------------------ | -------- | ----------- |
| 1972. március 4. | Wembley Stadion, London | döntő           | Stoke City–Chelsea | 2 : 1    | 100 000     |

### Nemzetközi játékvezetés
Az Angol labdarúgó-szövetség JB 1965-ben terjesztette fel nemzetközi játékvezetőnek, a Nemzetközi Labdarúgó-szövetség (FIFA) bíróinak keretébe. Nemzetközi játékvezető kettő periódusban lehetett, az első 1965-1970 között volt, a második 1971-1973 között valósult meg. Több nemzetek közötti válogatott és klubmérkőzést vezetett vagy partbíróként tevékenykedett. Az angol nemzetközi játékvezetők rangsorában, a világbajnokság-Európa-bajnokság sorrendjében többedmagával a 37. helyet foglalja el 1 találkozó szolgálatával. Az aktív nemzetközi játékvezetéstől 1973-ban búcsúzott.
Európa-bajnokság
Az európai torna döntőjéhez vezető úton Belgiumba a IV., az 1972-es labdarúgó-Európa-bajnokságra az UEFA JB játékvezetőként foglalkoztatta.
| Időpont           | Helyszín                               | Mérkőzés típusa           | Mérkőzés                  | Eredmény | Nézők száma |
| ----------------- | -------------------------------------- | ------------------------- | ------------------------- | -------- | ----------- |
| 1971. október 27. | Ramón Sánchez Pizjuán Stadion, Sevilla | előselejtező (4. csoport) | Spanyolország–Szovjetunió | 0 : 0    | 40 169      |

## Sportvezetőként
Aktiv játékvezető tevékenységét befejezve a FA Jb elnökeként szolgált.